# Dorotheendorf

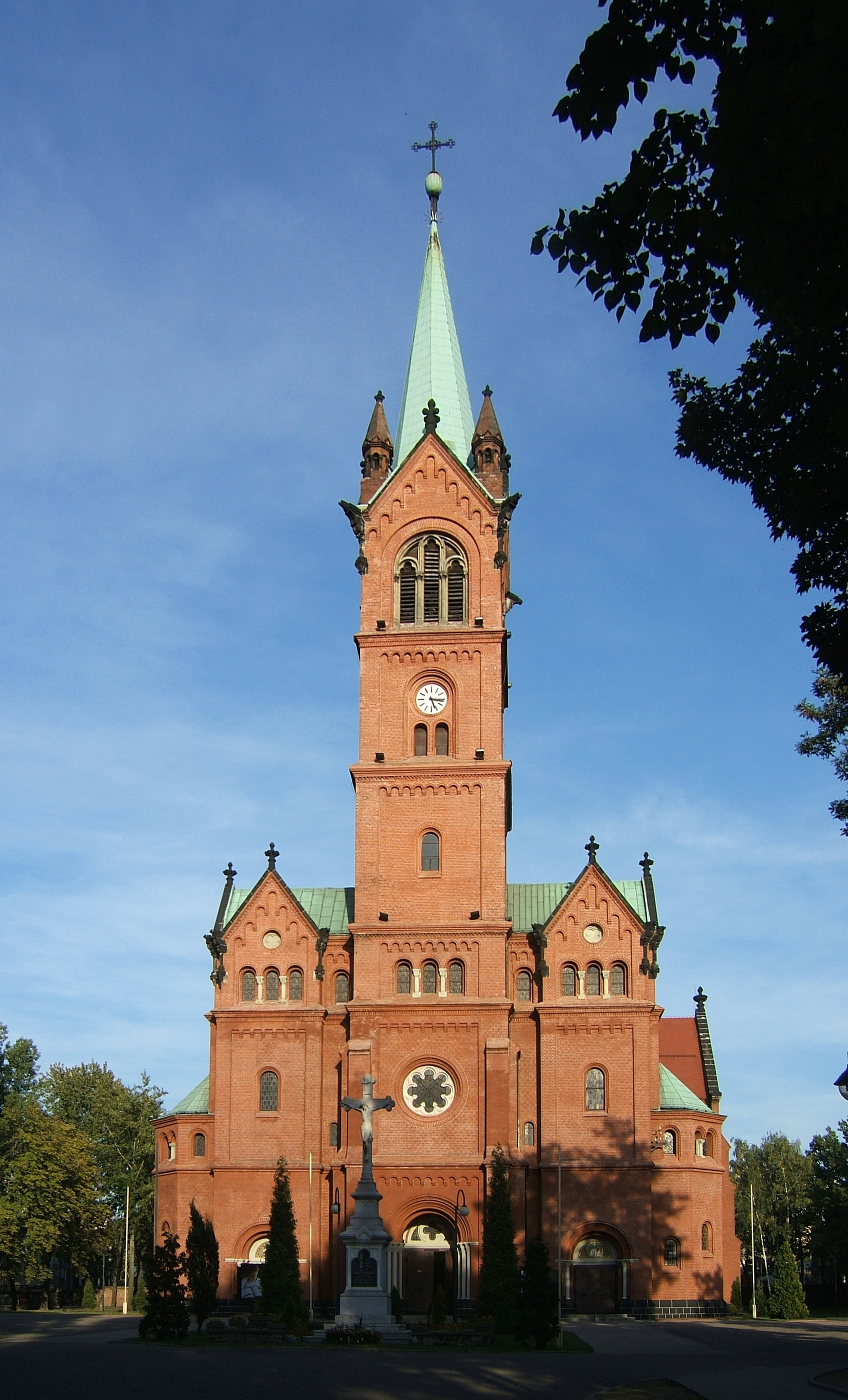
Die Annakirche

Dorotheendorf (polnisch: Dorota) war ein Ort in Oberschlesien. Er war einer von mehreren Orten, aus denen 1905 die Landgemeinde Zabrze hervorging, die 1915 in Hindenburg O.S. umbenannt wurde und 1922 das Stadtrecht erhielt.

## Geschichte
Die Kolonie Dorotheendorf wurde 1774 im Zuge der Friderizianischen Kolonisation durch Freiherr Matthias von Wilczek gegründet. Die Kolonie wurde nach der Gattin des Freiherrn benannt. 1852 kam es in Dorotheendorf zu einem Großbrand. 1855 oder 1872 wurde die Guido-Grube eröffnet. 1871 wurde der Ort an die Anlagen der Gasanstalt Zabrze angeschlossen. Mit der Entstehung des Kreises Zabrze im Jahr 1873 kam Dorotheendorf vom Kreis Beuthen zum Kreis Zabrze.
1900 hatte Dorotheendorf 10.704 Einwohner. Am 10. Oktober 1900 wurde die historistische Annakirche durch den Fürstbischof von Breslau, Kardinal Georg Kopp eingeweiht. Die Grundsteinlegung der katholischen Kirche erfolgte am 5. September 1897. 1901 wurde die Volksschule an der Koloniestraße eröffnet.
Mit Wirkung zum 1. April 1905 wurde die Gemeinde Dorotheendorf mit den Gemeinden Alt-Zabrze und Klein-Zabrze und dem Gutsbezirk Zabrze und der Kolonie C (aus der Gemeinde Zaborze) zur neuen Gemeinde Zabrze vereinigt. Mit der Stadtwerdung Hindenburgs am 1. Oktober 1922 ging die Ortschaft in dessen Stadtzentrum auf. Das ehemalige Dorotheendorf bildete fortan Hindenburg-Süd.